# Soute à bombes
Une soute à bombes ou soute à armement est la partie d'un bombardier dans laquelle sont entreposées les bombes en vue de leur largage sur les cibles. 

## Généralités
Elles disposent généralement d'un système d'ouverture sous la forme d'une double porte ou de volets mécaniques dont le fonctionnement est activé depuis le cockpit. Les bombes y sont entreposées généralement horizontalement, bien que certains avions aient possédé des soutes verticales. Certains appareils possèdent des barillets sur lesquels sont fixés les bombes ou missiles, c'est le cas notamment sur les bombardiers Northrop B-2 Spirit.
Les premières soutes de ce type sont apparues lors de l'entre-deux-guerres. Durant la Seconde Guerre mondiale certains bombardiers-torpilleurs utilisaient des soutes à bombes pour le tir de leurs torpilles. Il en est de même des avions de patrouille maritime depuis 1945.
Avec l'avènement des missiles de croisière il apparaît désormais que ces armes sont installées également à bord de soutes à bombes.
La soute à bombes ne doit pas être confondue avec la soute de missiles emportée par certains chasseurs modernes comme le F-22.

## Exemples
Voici quelques avions faisant appel à des soutes à bombes.
- Boeing B-29 Superfortress
- Dornier Do Y
- Grumman S-2 Tracker[2]
- Heinkel He 111
- Lockheed Martin F-117 Nighthawk
- Vickers Valiant

## Photos

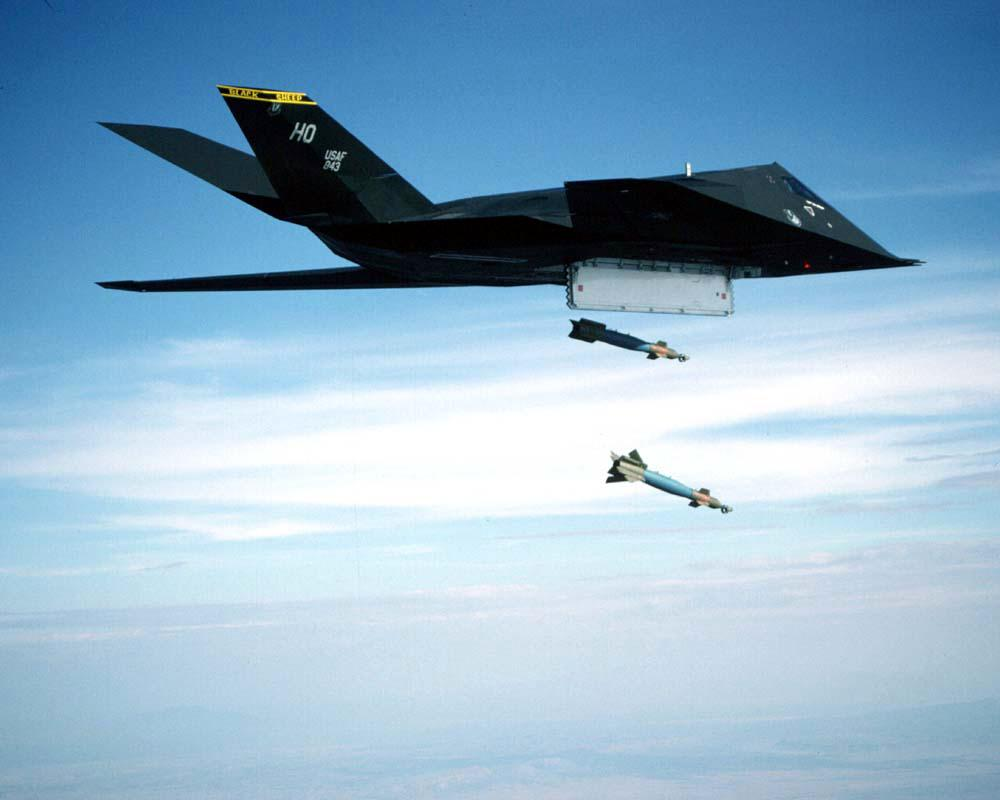
Largage de bombes Paveway depuis la soute du F-117.
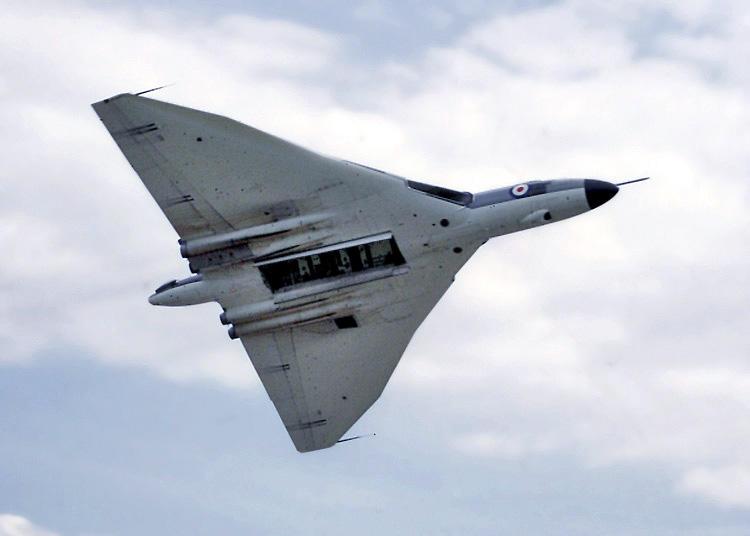
Passage d'un Avro Vulcan soute à bombes ouverte.
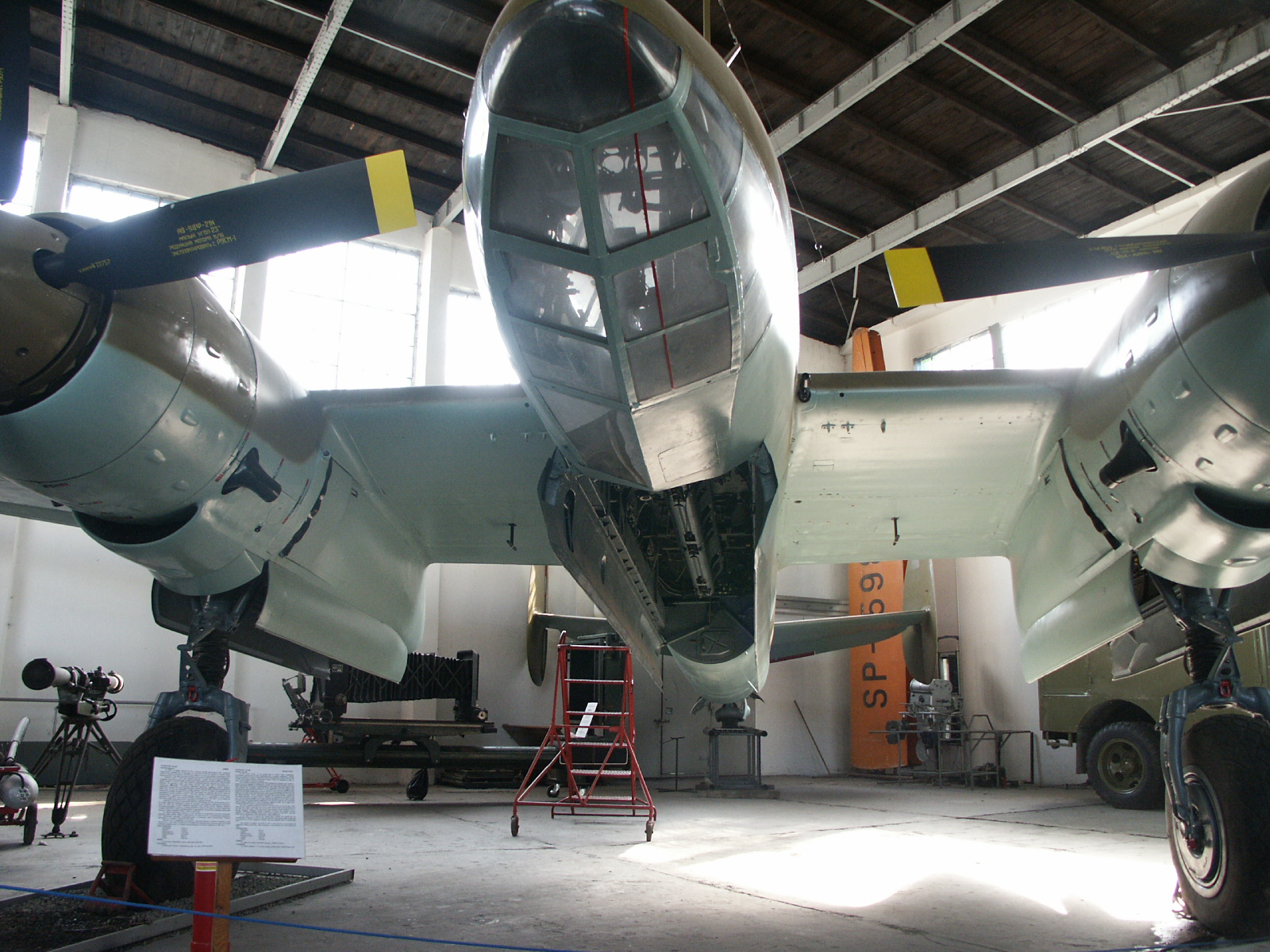
Soute à bombe du Tupolev Tu-2.
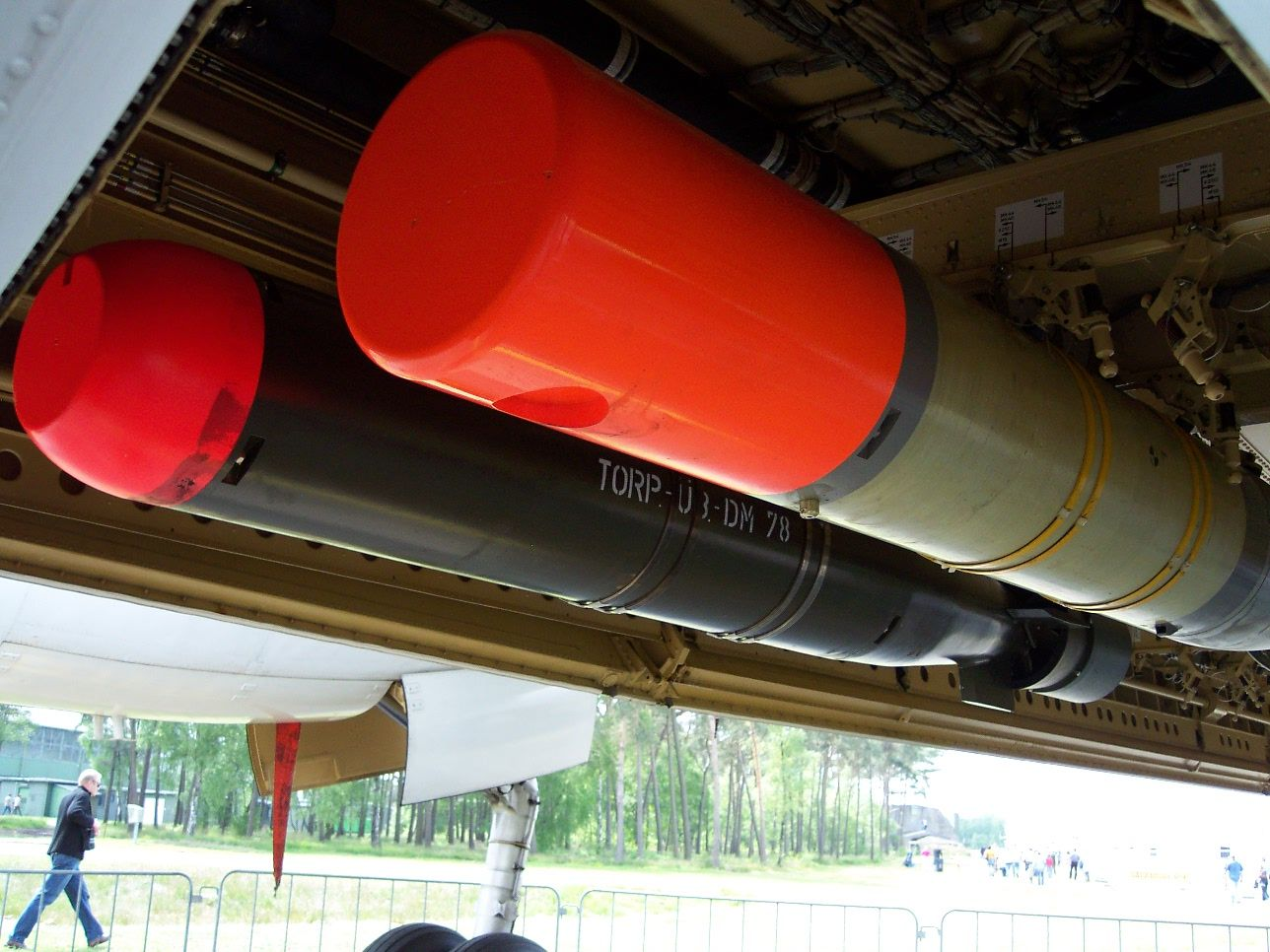
Soute à torpilles d'un Breguet Atlantic.
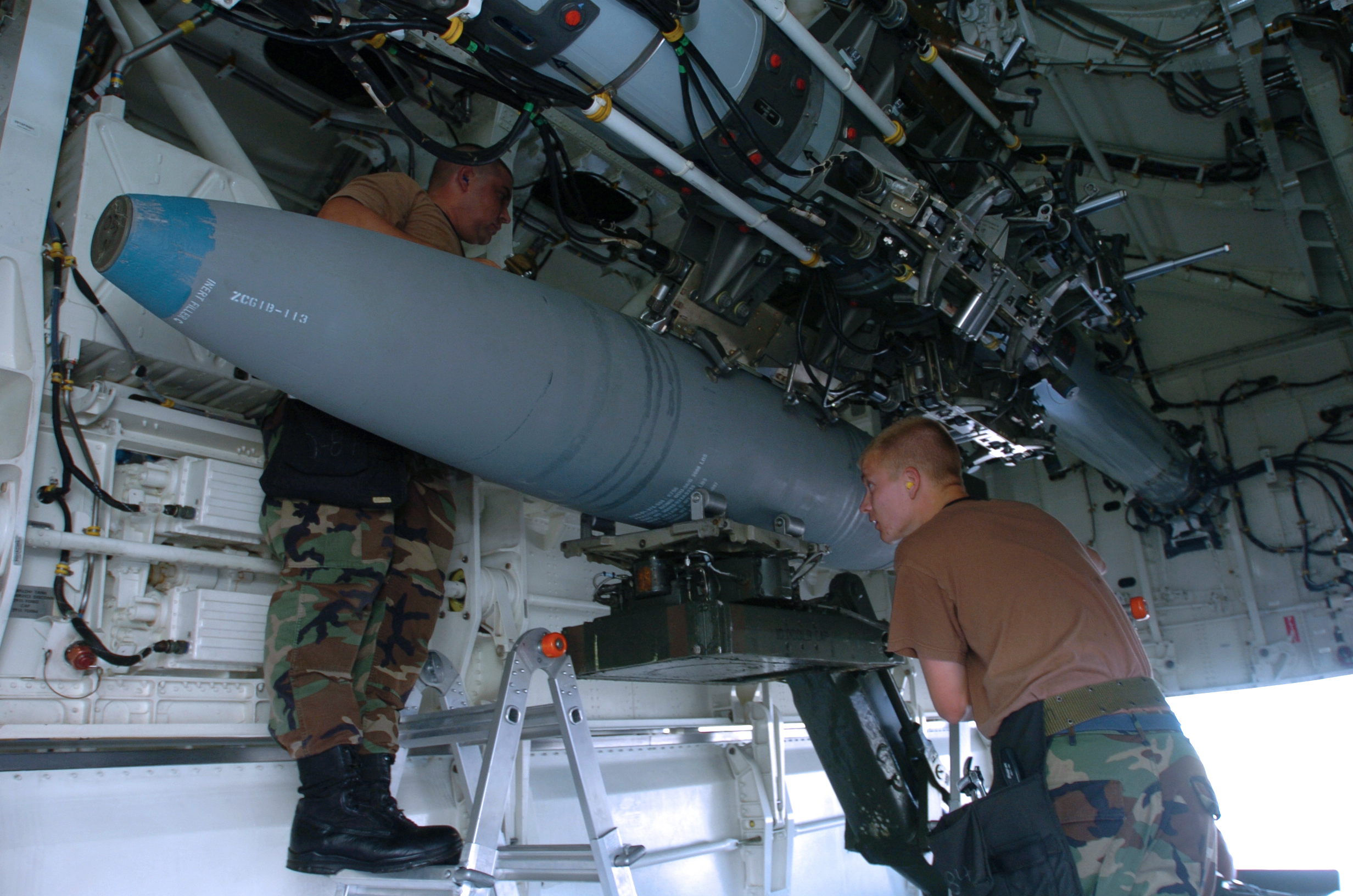
Des armuriers américains installent des bombes dans la soute d'un B-2A Spirit.
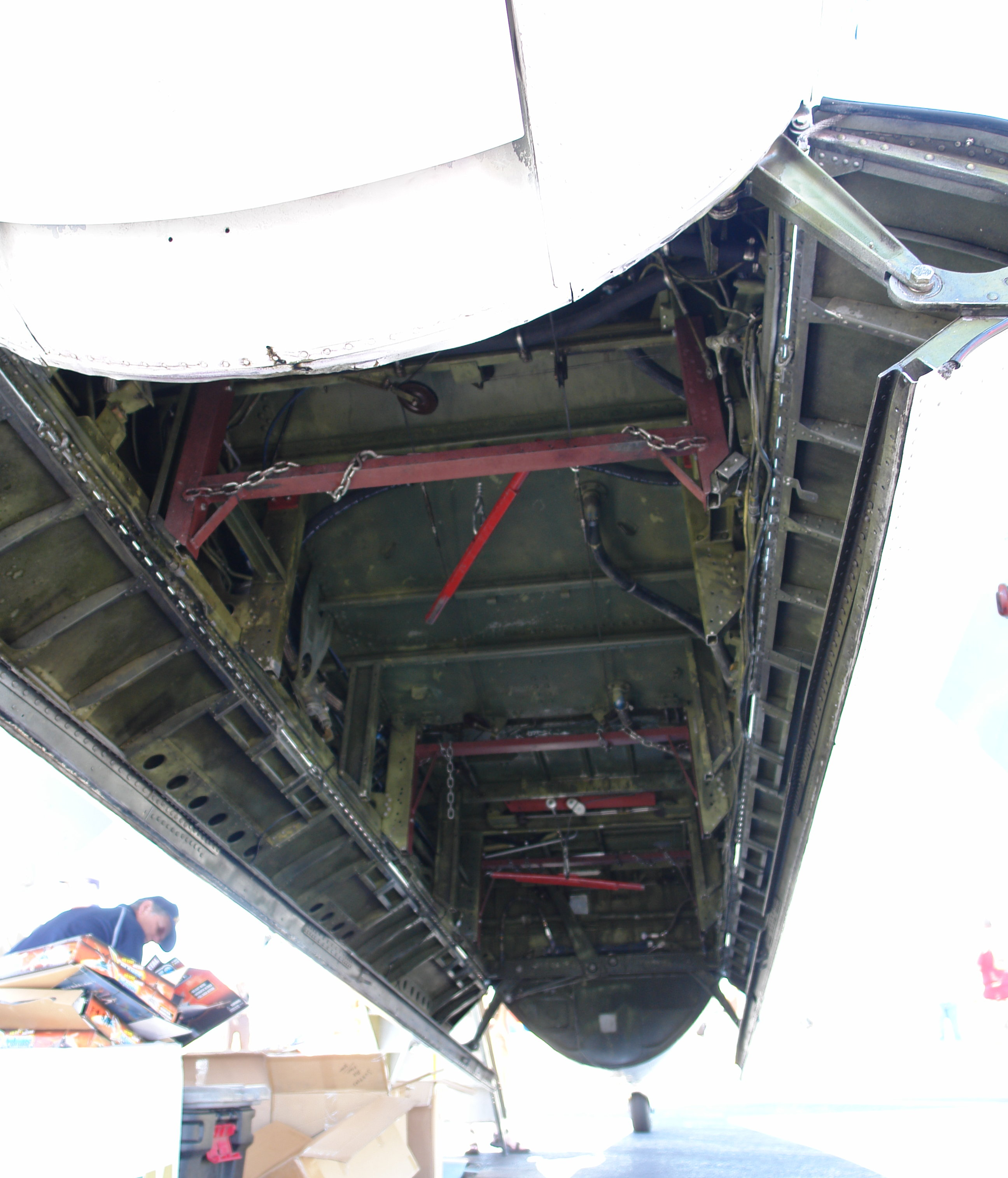
Soute à bombes utilisée pour les torpilles d'un Grumman TBF Avenger.